# Juan López Fontana
Juan López Fontana (ur. 15 marca 1908 w Montevideo, zm. 4 października 1983 tamże) – urugwajski trener piłkarski.
Urodził się w dzielnicy Montevideo Barrio Palermo i spędził tam całe życie. Jako nauczyciel wychowania fizycznego został zatrudniony w klubie Central Español Montevideo, gdzie poznał legendarnego szkoleniowca Alberto Suppiciego. To on nauczył Lopeza trenowania piłkarzy. Doprowadził reprezentację Urugwaju do mistrzostwa świata w 1950.